# 海岛远志
海岛远志（学名：Polygala insularis），为远志科远志属下的一个植物种。